# Henriettea williamsii
Henriettea williamsii är en tvåhjärtbladig växtart som först beskrevs av Henri François Pittier, och fick sitt nu gällande namn av Penneys, Michelangeli, Judd och Frank Almeda. Henriettea williamsii ingår i släktet Henriettea och familjen Melastomataceae. Inga underarter finns listade i Catalogue of Life.